# Mixis
Mixis é um género botânico pertencente à família das orquídeas (Orchidaceae).